# Biatora rufidula
Biatora rufidula är en lavart som först beskrevs av Graewe, och fick sitt nu gällande namn av S. Ekman & Printzen. Biatora rufidula ingår i släktet Biatora och familjen Ramalinaceae.  Arten är reproducerande i Sverige. Inga underarter finns listade i Catalogue of Life.